# Rakowice (Łódź)
Pour les articles homonymes, voir Rakowice.
Rakowice est une localité polonaise de la gmina de Wróblew, située dans le powiat de Sieradz en voïvodie de Łódź.